# Josh Charles
Joshua Aaron Charles (Baltimore, 1971. szeptember 15. –) amerikai színész.
Ismertebb televíziós alakításai voltak az Esti meccsek és A férjem védelmében című sorozatokban. Utóbbival két alkalommal Primetime Emmy-, egy alkalommal pedig Golden Globe-díjra jelölték. Pályafutása elején olyan filmekben szerepelt, mint a Holt költők társasága (1989) vagy a Kipurcant a bébicsősz, anyának egy szót se! (1991).

## Filmográfia

### Film
| Év   | Magyar cím                                  | Eredeti cím                             | Szerep                               | Magyar hang      |
| ---- | ------------------------------------------- | --------------------------------------- | ------------------------------------ | ---------------- |
| 1988 | Hajlakk                                     | Hairspray                               | Iggy                                 |                  |
| 1989 | Holt költők társasága                       | Dead Poets Society                      | Knox Overstreet                      | Schnell Ádám     |
| 1991 | Kipurcant a bébicsősz, anyának egy szót se! | Don't Tell Mom the Babysitter's Dead    | Bryan                                | Bor Zoltán       |
| 1992 | Túl a hídon                                 | Crossing the Bridge                     | Mort Golden                          | Bartucz Attila   |
| 1994 | Édeshármas                                  | Threesome                               | Eddy                                 | Zalán János      |
| 1995 | Leszámolás Denverben                        | Things to Do in Denver When You're Dead | Bruce (stáblistán nincs feltüntetve) | F. Nagy Zoltán   |
| 1995 | Hideg, mint a vér                           | Coldblooded                             | Randy                                | Lux Ádám         |
| 1996 | A sír                                       | The Grave                               | Tyn                                  |                  |
| 1996 | Végtelen világok                            | Crossworlds                             | Joe Talbot                           | Csőre Gábor      |
| 1996 | Derült égből El-visz                        | Pie in the Sky                          | Charlie Dunlap                       | Bolba Tamás      |
| 1997 |                                             | Cyclops, Baby                           | Brush Brody                          |                  |
| 1997 | Kisvárosi intrikák                          | Little City                             | Adam                                 | Szatory Dávid    |
| 1999 | Muppet-show az űrből                        | Muppets from Space                      | Barker ügynök                        | Holl Nándor      |
| 2000 | Családom a halálom                          | Meeting Daddy                           | Peter Silverblatt                    |                  |
| 2003 | S.W.A.T. – Különleges kommandó              | S.W.A.T.                                | T. J. McCabe                         | Sebestyén András |
| 2004 |                                             | Seeing Other People                     | Lou                                  |                  |
| 2005 | Négy tesó                                   | Four Brothers                           | Fowler nyomozó                       | Tarján Péter     |
| 2006 | Darwin-díj – Halni tudni kell!              | The Darwin Awards                       | mentős                               |                  |
| 2006 | Csapd le Chipet!                            | The Ex / Fast Track                     | Forrest Mead                         |                  |
| 2009 | A halott túlélő                             | After.Life                              | Tom Peterson                         | Széles Tamás     |
| 2009 |                                             | Brief Interviews with Hideous Men       | 2-es számú alany                     |                  |
| 2014 | Madarak és emberek                          | Bird People                             | Gary Newman                          |                  |
| 2014 | Adult Beginners                             | Adult Beginners                         | Phil                                 | Varga Gábor      |
| 2015 |                                             | I Smile Back                            | Bruce Brooks                         |                  |
| 2015 | A nő, akit szerettem                        | Freeheld                                | Bryan Kelder                         | Bozsó Péter      |
| 2016 | Afganisztáni víg napjaim                    | Whiskey Tango Foxtrot                   | Chris                                | Turi Bálint      |
| 2016 | Afganisztáni víg napjaim                    | Whiskey Tango Foxtrot                   | Chris                                | Bor Zoltán       |
| 2016 | Norman: Egy New York-i szélhámos…           | Norman                                  | Arthur Taub                          | Fekete Zoltán    |
| 2016 |                                             | The Drowning                            | Tom Seymour                          |                  |
| 2018 |                                             | Amateur                                 | Gaines edző                          |                  |
| 2019 |                                             | Framing John DeLorean                   | Bill Collins                         |                  |
| 2023 | Emlékeink                                   | Memory                                  | Isaac                                | Bozsó Péter      |
| 2024 | Anyai ösztön                                | Mothers' Instinct                       | Damian                               | Széles Tamás     |

### Televízió
| Év        | Magyar cím                               | Eredeti cím                                | Szerep                                      | Megjegyzések                                                           |
| --------- | ---------------------------------------- | ------------------------------------------ | ------------------------------------------- | ---------------------------------------------------------------------- |
| 1990      |                                          | Murder in Mississippi                      | Andrew Goodman                              | tévéfilm                                                               |
| 1993      |                                          | Cooperstown                                | Jody                                        | tévéfilm                                                               |
| 1996      | Norma Jean és Marilyn                    | Norma Jean & Marilyn                       | Eddie Jordan                                | - tévéfilm - magyar hangja: - Epres Attila                             |
| 1997      |                                          | The Underworld                             | Ehrlich                                     | tévéfilm                                                               |
| 1998–2000 | Esti meccsek                             | Sports Night                               | Dan Rydell                                  | 45 epizód                                                              |
| 2002      |                                          | Our America                                | Dave Isay                                   | tévéfilm                                                               |
| 2005      |                                          | Stella                                     | Jeremy                                      | 1 epizód                                                               |
| 2007      | A hatodik kapocs                         | Six Degrees                                | Ray Jones                                   | 4 epizód                                                               |
| 2008      | In Treatment – A terapeuta               | In Treatment                               | Jake                                        | 8 epizód                                                               |
| 2008      | Esküdt ellenségek: Különleges ügyosztály | Law & Order: Special Victims Unit          | Sean Kelley                                 | 1 epizód                                                               |
| 2009–2016 | A férjem védelmében                      | The Good Wife                              | Will Gardner                                | - 107 epizód - rendező (3 epizód)                                      |
| 2014–2016 | Amynek áll a világ                       | Inside Amy Schumer                         | JJ / Fleet Weekums / edző / Link Donovan    | 4 epizód                                                               |
| 2015      |                                          | Masters of Sex                             | Dan Logan                                   | 10 epizód                                                              |
| 2015      |                                          | Wet Hot American Summer: First Day of Camp | Blake                                       | 6 epizód                                                               |
| 2016–2017 | A megtörhetetlen Kimmy Schmidt           | Unbreakable Kimmy Schmidt                  | Duke Snyder                                 | 5 epizód                                                               |
| 2016–2019 | Tömény történelem                        | Drunk History                              | Jay Gould / Alfred Kinsey / Douglas Hegdahl | 3 epizód                                                               |
| 2017      |                                          | Wet Hot American Summer: Ten Years Later   | Blake                                       | 6 epizód                                                               |
| 2017      |                                          | Law & Order True Crime                     | Dr. Jerome Oziel                            | 7 epizód                                                               |
| 2017      | John Oliver-show az elmúlt hét híreiről  | Last Week Tonight with John Oliver         | törvényszéki tudós                          | 1 epizód                                                               |
| 2019      | A legharsányabb hang                     | The Loudest Voice                          | Casey Close                                 | minisorozat (3 epizód)                                                 |
| 2020      | A távolban                               | Away                                       | Matt Logan                                  | 10 epizód                                                              |
| 2021      |                                          | Law & Order: Organized Crime               | Vince Baldi                                 | 1 epizód                                                               |
| 2022      | Miénk a város                            | We Own This City                           | Daniel Hersl                                | - főszereplő - minisorozat (6 epizód) - magyar hangja: - Szakács Tibor |
| 2023      | A hatalom                                | The Power                                  | Daniel Dandon                               | visszatérő szerep                                                      |
| 2024      | A lepel                                  | The Veil                                   | Max Peterson                                | minisorozat (6 epizód)                                                 |

### Videóklip
| Év   | Előadó                       | Cím         | Ref.  |
| ---- | ---------------------------- | ----------- | ----- |
| 2024 | Taylor Swift ft. Post Malone | "Fortnight" | [ 4 ] |

## Fontosabb díjak és jelölések
| Díj                     | Kategória                                                         | Év   | Jelölt              | Eredmény | Ref.   |
| ----------------------- | ----------------------------------------------------------------- | ---- | ------------------- | -------- | ------ |
| Screen Actors Guild-díj | legjobb szereplőgárda (vígjátéksorozat)                           | 2000 | Esti meccsek        | Jelölve  | [ 5 ]  |
| Screen Actors Guild-díj | legjobb szereplőgárda (drámasorozat)                              | 2010 | A férjem védelmében | Jelölve  | [ 6 ]  |
| Screen Actors Guild-díj | legjobb szereplőgárda (drámasorozat)                              | 2011 | A férjem védelmében | Jelölve  | [ 7 ]  |
| Screen Actors Guild-díj | legjobb szereplőgárda (drámasorozat)                              | 2012 | A férjem védelmében | Jelölve  | [ 8 ]  |
| Primetime Emmy-díj      | legjobb férfi mellékszereplő (drámasorozat)                       | 2011 | A férjem védelmében | Jelölve  | [ 9 ]  |
| Primetime Emmy-díj      | legjobb férfi mellékszereplő (drámasorozat)                       | 2014 | A férjem védelmében | Jelölve  | [ 9 ]  |
| Golden Globe-díj        | legjobb férfi mellékszereplő (sorozat, minisorozat vagy tévéfilm) | 2014 | A férjem védelmében | Jelölve  | [ 10 ] |

## Fordítás
- Ez a szócikk részben vagy egészben  a   Josh Charles című angol Wikipédia-szócikk ezen változatának fordításán alapul.  Az eredeti cikk szerkesztőit annak laptörténete sorolja fel. Ez a jelzés csupán a megfogalmazás eredetét és a szerzői jogokat jelzi, nem szolgál a cikkben szereplő információk forrásmegjelöléseként.